# 奴可郡
- 令制国一覧 > 山陽道 > 備後国 > 奴可郡
- 日本 > 中国地方 > 広島県 > 奴可郡

奴可郡（ぬかぐん）は、広島県（備後国）にあった郡。

## 郡域
1878年（明治11年）に行政区画として発足した当時の郡域は、下記の区域にあたる。
- 庄原市の一部（西城町各町および東城町新免・東城町三坂を除く東城町各町）
- 島根県仁多郡奥出雲町の一部（八川字三井野）

## 歴史
郡名は「ぬかるみの多い土地」という意味である。

### 近世以降の沿革
- 明治初年時点では全域が安芸広島藩領であった。「旧高旧領取調帳」に記載されている明治初年時点での村は以下の通り。（2町39村）

東城町、栗村、平子村、大佐村、入江村、西城町、油木村、小鳥原村、加谷村、久代村、戸宇村、森村、小奴可村、大屋村、請原村、内堀村、未渡村、中迫村、宇山村、上千鳥村、小串村、竹森村、所尾村、森脇村、田黒村、高尾村、中野村、川東村、福代村、八鳥村、粟田村、山中村、塩原村、始終村、川西村、川鳥村、安田村、下千鳥村、菅村、田殿村、三坂村
- 明治4年7月14日（1871年8月29日） - 廃藩置県により広島県の管轄となる。
- 明治9年（1876年） - 入江村の一部（飛郷の別所・田鋤・尺田）が分立して熊野村となる。（2町40村）
- 明治11年（1878年）11月1日 - 郡区町村編制法の広島県での施行により、行政区画としての奴可郡が発足。「奴可三上郡役所」が西城町に設置され、三上郡とともに管轄。
- 明治15年（1882年）（2町36村）
  - 上千鳥村・下千鳥村が合併して千鳥村となる。
  - 所尾村が内堀村に、森脇村が粟田村に、田殿村が森村にそれぞれ合併。
- 明治22年（1889年）4月1日 - 町村制の施行により、以下の各村が発足。特記以外は全域が現・庄原市。（9村）
  - 西城村 ← 西城町、入江村、栗村、平子村、大佐村
  - 美古登村 ← 中野村、八鳥村、熊野村、大屋村、中迫村
  - 八鉾村 ← 小鳥原村、三坂村、高尾村（現・庄原市）、油木村（現・庄原市、島根県仁多郡奥出雲町）
  - 小奴可村 ← 小奴可村、加谷村、内堀村、塩原村、千鳥村、小串村
  - 八幡村 ← 川鳥村、安田村、森村、田黒村、菅村、請原村
  - 田森村 ← 粟田村、竹森村
  - 東城村 ← 東城町、川西村、川東村、福代村、戸宇村
  - 久代村（単独村制）
  - 帝釈村 ← 未渡村、始終村、山中村、宇山村
- 明治31年（1898年）2月10日（2町7村）
  - 西城村が町制施行して西城町となる。
  - 東城村が町制施行して東城町となる。
- 明治31年（1898年）10月1日 - 郡制の施行のため、奴可郡・三上郡・恵蘇郡の区域をもって比婆郡が発足。同日奴可郡廃止。

## 行政
奴可・三上郡長
| 代 | 氏名 | 就任年月日                | 退任年月日                | 備考                                   |
| -- | ---- | ------------------------- | ------------------------- | -------------------------------------- |
| 1  |      | 明治11年（1878年）11月1日 |                           |                                        |
|    |      |                           | 明治31年（1898年）9月30日 | 三上郡・恵蘇郡との合併により奴可郡廃止 |